# Echium parviflorum
Echium parviflorum — вид рослин родини шорстколисті (Boraginaceae). лат. parviflorum — «маленькі квіти».

## Морфологія
Досягає висот зростання від 10 до 40 сантиметрів. Нижнє листя між 55 і 120 міліметрів. Квітки невеликі, але добре видні, блакитні. Горішки 2.5-3 × 2-2,5 мм. 2n = 16.
Період цвітіння триває з березня по травень.

## Поширення, біологія
Населяє необроблювані поля, дороги, тераси. Це ендемік Південного Середземномор'я.